# Gerhard Lenski
Gerhard Emmanuel Lenski (Washington DC, 13 d'agost 1924 - 7 de desembre 2015) sociòleg nord-americà conegut per les seves contribucions a la sociologia de la religió, la desigualtat social i la teoria ecològic-evolutiva.
Es va exercir com criptògraf a la 8a Força Aèria en l'Anglaterra de la Segona Guerra Mundial. Va estudiar a la Universitat Yale, on va obtenir una llicenciatura el 1947 i el doctorat el 1950. Fou professor emèrit a la Universitat de North Carolina en Chapel Hill, on va ser director del Departament de Sociologia de 1969 a 1972, i president de la Divisió de Ciències Socials de 1976 a 1978. Va ser vicepresident de l'Associació Americana de Sociologia de 1969 a 1970. També va ser membre de l'Acadèmia Americana de les Arts i les Ciències, 1976. El 2002, va ser guardonat amb el premi Career of Distinguished Scholarship Award per l'Associació Americana de Sociologia.

## Treballs

### Sociologia de la religió
Gran part dels seus primers treballs tractaven de sociologia de la religió, i van culminar amb la publicació de The Religious Factor (El factor religiós: un estudi sociològic de l'impacte de la religió en la política, l'economia i la vida familiar). Robert Wuthnow s'ha referit a aquest treball com «possiblement un dels pocs ‘clàssics' entre les contribucions dels sociòlegs nord-americans per a l'estudi científic-social de la religió.»
El 1958 va fer una recerca empírica de l'impat de la religió en la política, l'economia i la família a Detroit. Va descobrir diferències significatives entre protestants i jueus d'un costat i catòlics del'altre. Les seves observacions van confirmar la teorie que Max Weber el 1905 va desenvolupar al seu llibre L'ètica protestant i l'esperit del capitalisme. Inicialment, l'ascetisme i l'esforç treballós protestant van contribuir a l'acumulació de capital i una certa independència material. Amb el temps, l'ascetisme es va perdre, però l'autonomia intel·lectual va mantenir-se, dos factors importants per al progrés científic i tecnològic. Catòlics, ans al contrari solien estimar més l'obediència a la doctrina de la seva església que l'autonomia intel·lectual, una actitud que és un fre a la carrera intel·lectual. Sociòlegs d'arrel catòlica teoria van arribar a les mateixes conclusions.
Lenski va remuntar aquestes diferències a la reforma protestant al segle xvi i la reacció de l'església catòlica durant la contrareforma. Segons Lenski, la reforma va encoratjar l'autonomia intel·lectual entre protestants, en particular anabaptistes, puritans, pietistes, metodistes i presbiterians. A l'edat mitjana, hi havia hagut tendències cap a més autonomia intel·lectual, com exemplifiquen homes com Erasme. Després de la Reforma, el Vaticà i la Inquisició van identificar cada vegada més aquestes tendències amb el protestantisme i l'heretgia i van exigir total obediència dels creients en respectar la doctrina oficial de l'església. Lenski considera que aquestes diferències entre protestants i catòlics continuen determinant l'actitud intel·lectual, tot i la pèrdua d'influència de les autoritats. Com a conseqüència, conclou que «cap de les nacions predominantment i devotament catòliques del món modern es pot classificar com una nació industrial capdavantera. Algunes nacions catòliques –com França, Itàlia, Argentina, Brasil i Xile– tot i ser bastant industrialitzades, però cap d'ells són líders al camp tecnològic o científic, ni semblen en via d'esdevenir-ho. Recentment [1963] alguns científics socials catòlics brasilers van comparar el progrés del seu país amb el dels Estats Units i van concloure que el principal factor responsable de les taxes diferencials del desenvolupament és l'herència religiosa diferent de les dues nacions».

### Teoria ecològica-evolutiva de la societat
En treballs posteriors, inclòs Power and Privilege: A Theory of Social Stratification sobre les bases de la teoria de l'evolució del segle xviii per R.J. Turgot, Adam Ferguson, John Miler, i Thomas Malthus, i als segles xix i xx per Lewis Henry Morgan, Leslie White i Charles Darwin i els nombrosos evolucionistes biològics que van seguir els seus passos, Lenski proposa una teoria més contemporània ecològica i evolutiva del desenvolupament de la societat des de l'Edat de Pedra fins al present. Lenski considera la informació, especialment la tecnològica, com el factor més bàsic i poderós en l'evolució de les societats humanes (encara que no l'únic, malgrat el que diuen els seus crítics). Lenski sosté que l'evolució de la transmissió de la informació cultural és una extensió de l'evolució genètica i que les societats humanes són el producte de la interacció d'influències genètiques i culturals.
Els membres de qualsevol societat estan units per una cultura comuna i parcialment distintiva, i per xarxes de relacions socials amb els altres. Aquests llaços poden variar en intensitat i el seu caràcter distintiu, depenent de la magnitud de la informació emmagatzemada per la societat i el grau dels contactes amb altres societats. Amb la incorporació de senyals, i posteriorment símbols, els avantpassats dels humans moderns van desenvolupar la important habilitat crítica de compartir la informació obtinguda a través de l'experiència individual. Considera que és gràcies les tecnologies de la informació i la comunicació que es produeixen els avenços en el sistema econòmic, ideològic i polític. Va definir quatre fases de desenvolupament que formen les bases per a desenvolupaments importants en els sistemes polítics i econòmics, la desigualtat social, la ciència, la ideologia, i altres esferes de la vida social.
- una primera fase on la transmissió de la informació és purament genètica.
- una segona fase on s'afegeix la transmissió de coneixement adquirit per l'experiència.
- una tercera fase en la que es desenvolupen els símbols i la lògica.
- una quarta fase en la qual es desenvolupen el llenguatge i l'escriptura.[11]

La teoria de Lenski va ser ben rebuda. Heinz Eulau, expresident de la American Political Science Association, va descriure Power and Privilege com una «obra mestra de l'anàlisi social comparativa» i Ralf Dahrendorf s'hi va referir com «una obra imaginativa i substancial [i] una guia indispensable». Una de les característiques de la seva obra que ha guanyat acceptació bastant àmplia entre els sociòlegs, és la seva tipologia ecològica i evolutiva de les societats humanes proposta per primera vegada a Power and Privilege i millorada posteriorment. Aquesta tipologia es basa en una combinació de dos elements: el primer és el tipus d'ambient al qual la societat ha d'adaptar-se, i el segon és el seu nivell de desenvolupament tecnològic. Lenski identifica set tipus:
- Les societats de caçadors i recol·lectors
- Societats hortícoles
- Les societats agràries
- Les societats industrials
- Societats de pesca
- Societats de pasturatge
- Societats marítimes

Aquests tipus sovint es combinen de diverses maneres (per exemple, la industrialització de les societats hortícoles i agrícoles actuals, com Ghana i Brasil) i pot ser útil subdividir-los en tipus més o menys avançats (per exemple, societats hortícoles simples i avançades).

### Característiques de les teories sociològiques
Una característica important de la teoria de Lenski ha estat la seva èmfasi en la necessitat d'un enfocament àmpliament inclusiu en la construcció de teories. El 1988 sostenia que la teoria macrosociológica ha de basar-se en el coneixement de tot l'univers de les societats humanes, passades i presents, i han de tractar d'explicar les principals característiques d'aquest univers, tant en les seves uniformitats com en les seves variacions. Aquesta és indubtablement una característica de la teoria que molts sociòlegs troben poc atractiva a causa de la tradició desenvolupada en la sociologia nord-americana del segle XX d'enfocar la teoria i la recerca sobre la pròpia societat durant un període limitat (és a dir, la societat nord-americana al segle XX) o un conjunt determinat de societats (per exemple, les societats industrials modernes), en un període limitat.

### Treballs sobre societats marxistes
Una altra característica notable del treball de Lenski ha estat el seu interès en les societats marxistes. Això sorgeix del seu interès per les forces que configuren el desenvolupament social. Marx, que va tenir una gran influència en el pensament sociològic en la segona meitat del segle xx, tenia una visió molt optimista de la naturalesa humana que es reflecteix en la seva creença en la inevitabilitat del comunisme en el futur, quan el principi que regirà a les societats humanes seria «de cadascun segons la seva capacitat, a cadascú segons la seva necessitat ». Lenski considerava les societats marxistes del segle passat com a importants, però sovint descartats, experiments socials que posen a prova la visió de Marx sobre la naturalesa humana i descobreixen falles. Els seus primers treballs a la dècada de 1950 sobre la inconsistència d'estatus havien rebut un acolliment positiu entre una sèrie d'influents sociòlegs d'Europa de l'Est que la consideraven una eina molt més eficaç que el model oficial del partit comunista per analitzar i comprendre la realitat de la desigualtat social en les seves societats, mentre que al mateix temps proporciona una eina útil per desafiar el cada vegada més inacceptable ordre social comunista.

## Obres destacades
- The Religious Factor : A Sociological Study of Religion's Impact on Politics, Economics, and Family Life (en anglès).  Nova York: Doubleday U.S., 1961.
- Power and Privilege: A Theory of Social Stratification (en anglès).  Nova York: McGraw-Hill Book Co, 1996, p. 495. ISBN 9780807841198.
- Ecological-Evolutionary Theory: Principles and Applications (en anglès).  Paradigm Publishers, 2005-05. ISBN 1-59451-101-2.
- Human Society: an Introduction to Macrosociology. 6ª edició de 1991.  Nova York: McGraw-Hill, 1970, p. 511. ISBN 9780070372719.